# Seria trąb powietrznych w Polsce (2012)
Seria trąb powietrznych w Polsce (2012) – jedna z najsilniejszych od kilkudziesięciu lat seria tornad (trąb powietrznych), zaobserwowanych na terenie Polski, która przetoczyła się przez kraj w dniu 14 lipca 2012 roku.

## Przebieg zjawiska
Superkomórka burzowa, odpowiedzialna za powstanie tornad, przemieszczała się na długości około 320 km, od okolic Międzyrzecza w województwie lubuskim do Elbląga w województwie warmińsko-mazurskim. Trąby powietrzne dotknęły głównie województwa kujawsko-pomorskie i pomorskie.

### Najsilniejsze tornada dnia
- Wielkie Gacno – Wycinki: najsilniejsze tornado tego dnia, ocenione na F3 w skali Fujity, przeszło przez Bory Tucholskie, niszcząc lasy na powierzchni ponad 468 hektarów. W miejscowości Wycinki zginął 60-letni mężczyzna, a kilka osób zostało rannych[2].
- Sztum – Barlewiczki: kolejne tornado o sile F3 spowodowało znaczne zniszczenia w Sztumie i okolicznych miejscowościach, uszkadzając lub niszcząc wiele budynków oraz infrastrukturę. Jedna osoba została ranna[3].
- Bagienica: trąba powietrzna o sile F1 uszkodziła dachy budynków w tej miejscowości[4].

## Skutki
W wyniku przejścia tornad zginęła jedna osoba, a co najmniej dziesięć zostało rannych. Zniszczeniu uległo kilkadziesiąt budynków mieszkalnych i gospodarczych, a także znaczne obszary leśne. W Borach Tucholskich uszkodzonych zostało ponad 468 hektarów lasu.

## Reakcja i działania po zdarzeniu
Po przejściu tornad rozpoczęto intensywne prace porządkowe i odnowieniowe. W Borach Tucholskich posadzono miliony nowych drzew różnych gatunków, a część obszarów pozostawiono do naturalnej sukcesji. W Leśnictwie Wygoda odsłonięto kamień upamiętniający wydarzenia z 14 lipca 2012 roku. 